# Теха (десерт)
Теха (ісп. Teja; досл. «Черепиця») — національна насолода Перу, різновид цукерки, яка складається зі шматочка фрукта або горіха, найчастіше горіха пекан, загорнутого молочною масою манхар бланко і глазурованої білою помадкою. Така ж цукерка, але з шоколадною глазур'ю замість помадної, називається чокотеха (chocoteja).

## Опис
Існує версія, що цукерка отримала назву «теха» («черепиця»), тому що перуанська версія манхар бланко за своїм кольором схожа на черепицю, а біла помадка — на сніг, що покриває черепицю.
Батьківщиною цукерки теха є перуанський регіон Іка. Що стосується чокотехі, то її було створено в 1970-х роках, коли кондитерська фабрика «Хелена» («Helena»), що належала Хелені Солер де Панізо, змінила рецепт оригінальних цукерок. Цей варіант згодом став більш популярним по всій країні, ніж оригінальна теха.
Спочатку в центрі цукерки теха знаходилися виключно цукати: лимони, апельсини чи інжир. Пізніше, основним варіантом «центру» цукерки стали горіхи пекан. Однак, досі використовуються і багато інших наповнювачів, наприклад, родзинки, просочені перуанським напоєм піско, і навіть перець чилі.